# ГЕС Лю-Сен-Совер
ГЕС Лю-Сен-Совер (фр. Luz-Saint-Sauveur) — гідроелектростанція на південному заході Франції у Піренеях. Становить другий ступінь каскаду, створеного в долині річки Гав де Гаварні (назва верхньої течії Gave du Pau, що через Gaves Réunis та Адур належить до басейну Біскайської затоки Атлантичного океану).
Станцію Luz створили у два етапи. У 1927 році вище по Gave du Gavarnie організували водозабір до дериваційного тунелю Gèdre, який подавав воду до машинного залу. Останній, розташований в долині тієї ж річки біля Лю-Сен-Совер, оснастили турбінним обладнанням потужністю 26 МВт, яке працює при напорі у 289 метрів (станція Luz I).
Другу чергу спорудили в 1950-х роках в межах масштабного проєкту, що включав ГЕС Pragnères. Машинний зал останньої розташували вище від Лю-Сен-Совер, хоча й після водозабору Gèdre. Відпрацьована станцією Pragnères вода, доповнена додатковим ресурсом із Gave du Gavarnie, на якій спорудили ще одну водозабірну греблю, подається у другий дериваційний тунель. Він прямує через лівобережний гірський масив та забезпечує роботу двох турбін типу Френсіс потужністю по 22 МВт (станція Luz II), що використовують напір 229 метрів.
Середньорічне виробництво першої черги складає 140 млн кВт·год електроенергії на рік, другої — 120 млн кВт·год.
Відпрацьована вода через відвідний канал подається  у тунель, що веде на наступний ступінь каскаду ГЕС Pont de la Reine.
Можливо також відзначити, що в Лю-Сен-Совер із 1950 працює мала гідроелектростанція Luz потужністю 2,5 МВт, яка отримує воду із правої притоки Gave du Gavarnie річки Le Bastan.